# (37886) 1998 FH56
1998 FH56 (asteroide 37886) é um asteroide da cintura principal. Possui uma excentricidade de 0.09664400 e uma inclinação de 5.88651º.
Este asteroide foi descoberto no dia 20 de março de 1998 por LINEAR em Socorro.